# Crash Pad
Crash Pad es una película de drama romántico estadounidense dirigida por Kevin Tent y escrita por Jeremy Catalino, y protagonizada por Nina Dobrev y Domhnall Gleeson. 

## Sinopsis
Crash Pad cuenta la historia de un romántico empedernido que cree que ha encontrado el amor, pero en realidad solo se trata de una mujer casada que busca hacerle daño a su marido.

## Elenco
- Domhnall Gleeson como Stensland.
- Nina Dobrev como Hannah.
- Christina Applegate como Morgan.
- Thomas Haden Church como Grady.
- Aliyah O'Brien como Ryun (Gorgeous Bartender).
- Donna Benedicto como Dark Beautiful Girl.
- Rohan Campbell como A-Hole Jock.
- Vladimir Ruzich como Dark Hipster.
- Sunita Prasad como Counter Girl.
- Jesse Reid como Employee - Brandon.
- Seth Whittaker como Harry.
- Balinder Johal como Muumuu.
- Ben Jacobs como Drunk Frat Male.
- April Cameron como Drunk Girl.
- Peter Brown como Grady's Assistant.